# FIS-Ladies-Tournee

Logo

Logo bis 2006

Die FIS Ladies Tournee war eine Wettkampfserie der Damen im Skispringen, die ab der Saison 2001/02 im Sommer ausgetragen wurde. Die Tournee fand von 2005 bis 2006 im Rahmen der Sommerwettbewerbe des Continental Cups statt.

## Geschichte
Nachdem bereits seit 1999 der FIS-Ladies-Grand-Prix als Wettkampfserie der Damen im Winter etabliert war, beschlossen einige veranstaltende Skiverbände ein Pendant im Sommerskispringen auf den Weg zu bringen. Diese wurden zuvor nur als eigenständige Springen gewertet und waren kein Bestandteil einer Serie. Im Sommer 2001 fand darauf die erste FIS Ladies Tournee mit den Austragungsorten Velenje, Mislinja und Meinerzhagen statt. Im folgenden Jahr wurden die beiden Austragungsorte in Slowenien durch Pöhla und Breitenberg ersetzt. Ein Jahr später fiel auch Breitenberg wieder weg, Bischofshofen und Klingenthal kamen stattdessen hinzu. Mit der Einführung des Ladies-Continental-Cups zur Saison 2004/05 wurde die Ladies Tournee zunächst 2004 noch parallel zu diesem ausgetragen und ab 2005 als Wettbewerb innerhalb dieser Serie ausgetragen. Letztmals wurde die Ladies Tournee im Jahr 2006 ausgetragen.
Der Begriff Ladies Tournee wird von einigen Veranstaltern des Ladies-Continental-Cups verwendet, um Springen dieser Serie zu bewerben.

## Veranstaltungsorte
|                            | Ort           | Schanze                        | K-Punkt | Hillsize | Ausrichtungsjahre                  |
| -------------------------- | ------------- | ------------------------------ | ------- | -------- | ---------------------------------- |
| Laideregg-Schanze          | Bischofshofen | Laideregg-Schanze              | 65 m    | 74 m     | 2003, 2004, 2005, 2006             |
| Baptist-Kitzlinger-Schanze | Breitenberg   | Baptist-Kitzlinger-Schanze     | 75 m    | 82 m     | 2002                               |
| Pöhlbachschanze            | Pöhla         | Pöhlbachschanze                | 60 m    | 65 m     | 2002, 2003, 2004, 2005, 2006       |
| Meinhardus-Schanze         | Meinerzhagen  | Meinhardus-Schanze             | 62 m    | 68 m     | 2001, 2002, 2003, 2004, 2005, 2006 |
| Vogtlandschanzen           | Klingenthal   | Vogtlandschanzen               | 80 m    | 85 m     | 2003, 2004, 2005, 2006             |
|                            | Velenje       | Grajski Grič                   | 85 m    | 94 m     | 2001                               |
|                            | Mislinja      | Skakalnica Dr. Stanko Stoporko | 85 m    | 93 m     | 2001                               |

## Liste der Siegerinnen
| Saison | Austragungsorte                                 | Siegerin         | Zweite           | Dritte           |
| ------ | ----------------------------------------------- | ---------------- | ---------------- | ---------------- |
| 2001   | Velenje, Mislinja, Meinerzhagen                 | Daniela Iraschko | Eva Ganster      | Ayumi Watase     |
| 2002   | Breitenberg, Pöhla, Meinerzhagen                | Daniela Iraschko | Eva Ganster      | Jessica Jerome   |
| 2003   | Bischofshofen, Pöhla, Klingenthal, Meinerzhagen | Anette Sagen     | Henriette Smeby  | Ayumi Watase     |
| 2004   | Bischofshofen, Klingenthal, Pöhla, Meinerzhagen | Eva Ganster      | Lindsey Van      | Daniela Iraschko |
| 2005   | Bischofshofen, Klingenthal, Pöhla, Meinerzhagen | Anette Sagen     | Jessica Jerome   | Line Jahr        |
| 2006   | Klingenthal, Pöhla, Meinerzhagen, Bischofshofen | Anette Sagen     | Juliane Seyfarth | Jessica Jerome   |